# Rivière Moustiques
Rivière Moustiques är ett vattendrag i Haiti.   Det ligger i departementet Nord-Ouest, i den nordvästra delen av landet, 170 km norr om huvudstaden Port-au-Prince.